# Courcouronnes
Courcouronnes foi uma comuna francesa situada a vinte e sete quilômetros ao sul de Paris, no departamento de Essonne na região da Ilha de França.
Em 1 de Janeiro de 2019, fundiu-se com Évry para formar a nova comuna de Évry-Courcouronnes.
Seus habitantes são chamados Courcouronnais.

## Geografia

### Comunas limítrofes
O território comunal é limitado por vários outros constituintes da vila nova de Évry em que o norte-nordeste e leste do centro da cidade de Évry, separados por uma linha de Grigny a Corbeil-Essonnes, o boulevard de l’Europe, o boulevard des Champs-Élysées, o boulevard de l'Yerres e a auto-estrada A6, no sul, está Lisses, fronteira em parte marcada pela avenue du 8 mai 1945 e o caminho de Châtre, no sudoeste e o oeste está localizada Bondoufle, no noroeste e para o norte é a única localizada fora do perímetro da vila nova, Ris-Orangis, em parte separada pela estrada de Mennecy.

### Transportes

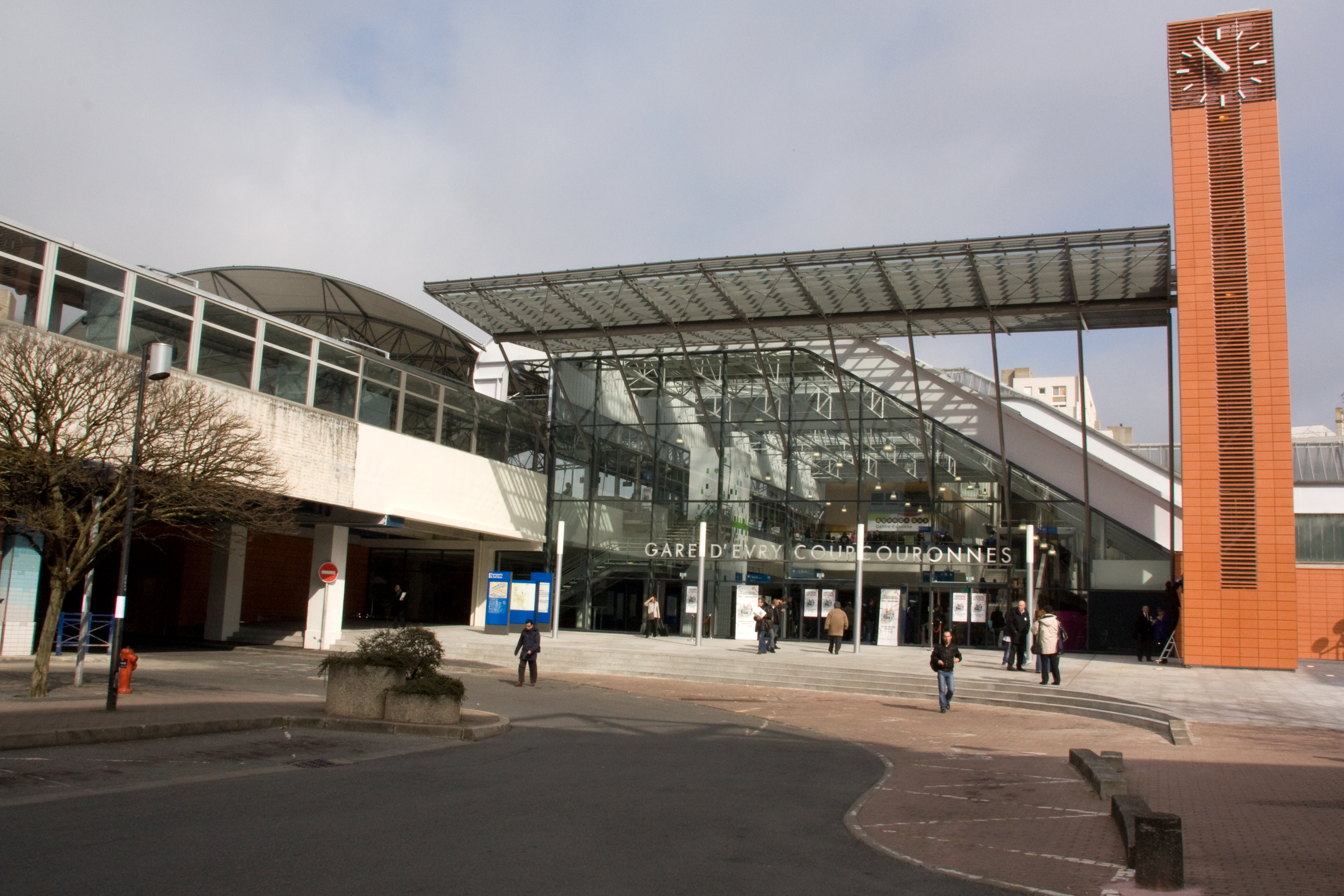
Estação de Évry-Courcouronnes.

O território comunal é atravessado por várias estradas importantes incluindo a auto-estrada A6, com o trevo n° 34 na direção da província para Paris, a qual é adicionada em paralelo na parte da comuna é a estrada nacional 104 (também chamada Francilienne), que é acessível pelo trevo n° 36.
Um pouco mais para o oeste se encontra a estrada departamental 446, estrada velha de Versalhes a Melun, a RD 153 seguindo a mesma rota.
A linha 402 poderá no horizonte de 2020 ser em parte substituída por um bonde sobre pneus para se tornar a linha 4 do T Zen em complemento ou duplicação do projeto da linha 12 Express do bonde d'Île-de-France no horizonte de 2020.
Embora o território seja atravessado ao nordeste pela linha de Grigny a Corbeil-Essonnes, nenhuma estação ferroviária está localizada na communa. As mais próximas são as de Orangis - Bois de l'Épine em Ris-Orangis e de Évry - Courcouronnes em Évry, ambas as quais são servidas pela linha D do RER.
Além disso, Courcouronne está localizada a treze quilômetros ao sudeste do Aeroporto de Paris-Orly e quarenta e cinco quilômetros ao sudoeste do Aeroporto de Paris-Charles de Gaulle. Até 1998, a comuna abrigava enfim o Heliporto de Evry.

## Toponímia
Corcorona no século XIII, Cors Coronae.
O nome da cidade vem da palavra gaulesa cour-cou-ronne significa "vila em coroa na altura". A cidade foi fundada em 1793 com seu nome atual, uma ortografia alternativa Courcouronne foi introduzido pelo Bulletin des lois em 1801.

## História

### Origens

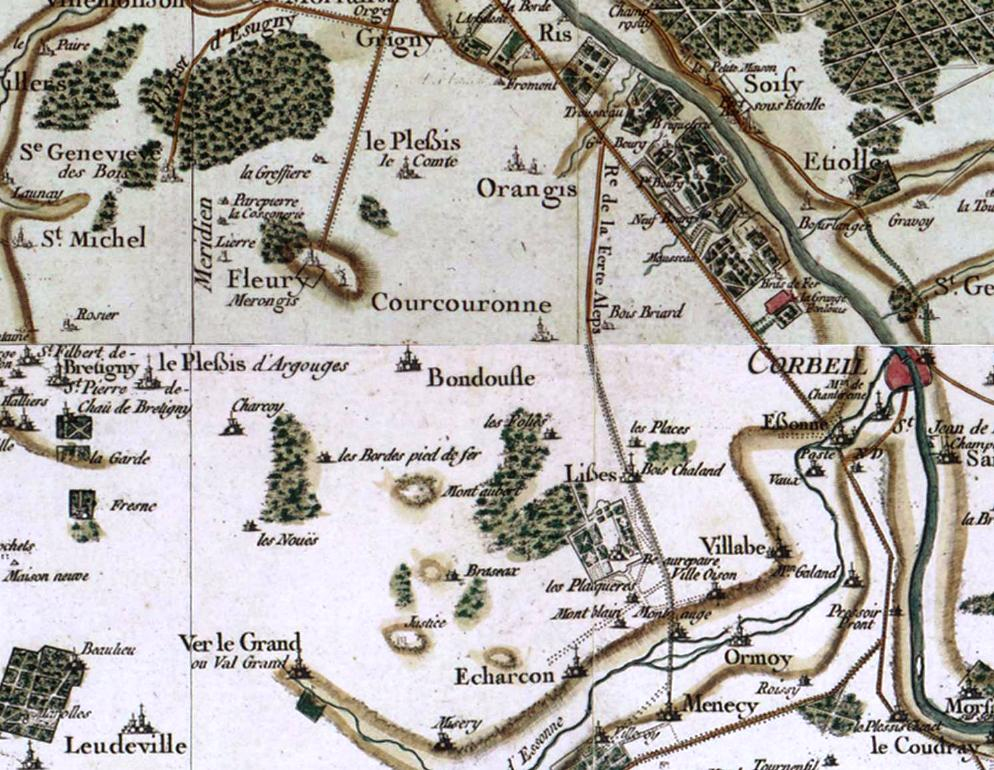
Carta de Cassini representando a área de Courcouronnes no século XVIII.

A existência da vila é atestada desde o século X.
Por volta de 966, o preboste de Paris Theudon ofereceu asilo para as relíquias de são Gwenaël, em um lugar hoje chamado de Saint-Guénault e, em 1191, foi construída a primeira igreja perto da antiga estrada de Versalhes.
No século XVII a área pertencia ao ministro Nicolas de Bailleul.
Durante a Revolução Francesa, em 1793, o domínio de Courcouronnes foi vendido como propriedade nacional para a família Decauville.
Em 1855, foi construída a primeira escola da vila.

### A construção de uma nova cidade
No início da década de 1960, o governo lançou o projeto das vilas novas, com um deles a escolha do local na região de Evry.
Em 1966, foi criado o Syndicat intercommunal d’étude et d’aménagement de la région d’Évry.
Os primeiros habitantes se estabeleceram em 1971 e em 1981 foi aberto o hospital Louise-Michel, então um dos maiores do setor. O quartier du Canal foi inaugurado em 1985.
A mesquita de Évry-Courcouronnes foi inaugurada em 1994 e a igreja Notre-Dame-de-la-Nativité foi restaurada em 1997.

## Geminação
Courcouronnes desenvolveu associações de geminação com:
- Bikele (Gabão), localizada a 5 387 quilômetros.[7]

## Cultura e patrimônio
Se pode notar:

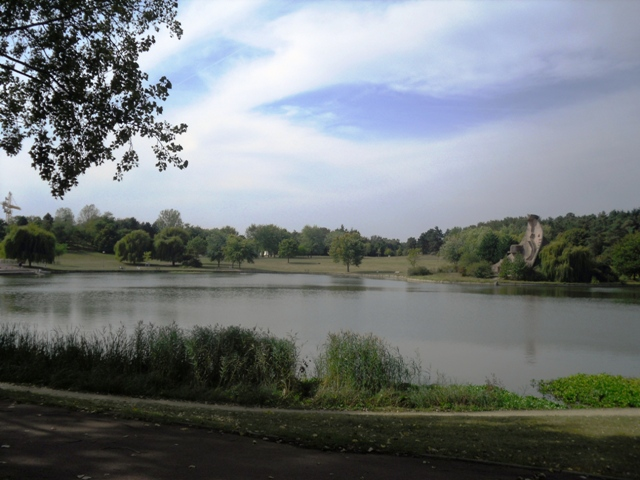
Parc du Lac.

- O bois de la Garenne ao noroeste da comuna, com uma área de quinze hectares, foi integrada a todas as áreas de preempção do Conselho geral do departamento de Essonne com a finalidade de preservação dos espaços naturais.[8] Ele é complementado pelo bois des Folies e o bois de Mon Cœur, o parc du Lac e o parc Rondeau.
- Dois marcos quilométricos com flor-de-lis, route de Versailles, inscritos nos monumentos históricos em 22 de março de 1934.[9][10]
- Igreja Notre-Dame-de-la-Nativité-de-la-Très-Sainte-Vierge datada do século XII.[11]
- La ferme du Bois Briard do século XVIII.[12]
- A escultura de escalada chamada La Dame du Lac construída em 1975 pelo artista de origem húngara, Pierre Szekely.[13]

### Personalidades ligadas à comuna
- Maxime Brunerie (1977- ), autor de uma tentativa falhada de assassinato ao presidente da República Francesa
- Mehdi Benatia (1987- ), jogador de futebol.
- Yohann Thuram (1988- ), jogador de futebol.
- Sarah Michel (1989- ), jogador de basquetebol.
- Caroline Espiau (1992- ), saltador de esqui.
- Grâce Zaadi (1993- ), jogadora de handebol.
- Moussa Marega ( 1991- ), jogador de futebol.